# Let's Sing 2015
Let's Sing 2015 è un videogioco canoro sviluppato da Voxler e pubblicato da Deep Silver, appartenente alla serie Let's Sing. Il titolo, uscito il 31 ottobre 2014, è disponibile in esclusiva per Wii (giocabile anche su Wii U).

## Modalità di gioco
Il gioco offre la possibilità di esibirsi attraverso sia brani molto recenti che con successi più datati, ed il giocatore può scegliere se esibirsi ottenendo un punteggio sulla base della performance, oppure senza avere un punteggio, o ancora semplicemente ascoltare le canzoni presenti nel gioco accompagnate dai rispettivi videoclip.
Per utilizzare questo prodotto è necessario oltre al telecomando Wiimote, anche uno o più microfoni, da collegare alla console. Il titolo è giocabile sia da soli che con più utenti.

## Lista canzoni
Quanto segue è l'elenco dei brani disponibili in Let's Sing 2015:
- Avicii – Wake Me Up
- Clean Bandit – Rather Be
- Lily Allen – Somewhere Only We Know
- Milky Chance – Stolen Dance
- Mr Probz – Waves (Robin Schultz Radio Edit)
- Ellie Goulding – Burn
- Lorde – Royals
- John Newman – Love Me Again
- OneRepublic – Love Runs Out
- James Blunt – Bonfire Heart
- Lana Del Rey – Summertime Sadness
- La Roux – Let Me Down Gently
- Passenger – Let Her Go
- Coldplay – Magic
- Demi Lovato – Let It Go
- Kylie Minogue – Can't Get You Out Of My Head
- Queen – Radio Ga Ga
- Selena Gomez – Come & Get It
- The Clash – Should I Stay or Should I Go
- Zedd – Stay The Night
- Bastille – Pompeii
- Imagine Dragons – Demons
- Spandau Ballet – True
- Tacatà – Tacabro
- The Buggles – Video Killed The Radio Star
- The Village People – In The Navy
- OneRepublic – Counting Stars
- The B52’s – Love Shack
- The Rasmus – In The Shadows
- Melanie C – First Day Of My Life
- Everything But The Girl – Missing
- Kidoke – Old Mac Donald Had A Farm
- Kidoke – Twinkle Twinkle Little Star
- Pet Shop Boys – Go West
- Simple Minds – Don't You (Forget About Me)
- Snap! – Rhythm Is A Dancer
- Sugababes – Push The Button
- Whigfield – Saturday Night
- Bruno Mars – Just The Way You Are
- Flo Rida – How I Feel
- Icona Pop – I Love It
- Carly Rae Jepsen – Call Me Maybe